# Völlig zerstört
Völlig zerstört (Originaltitel Obliterated) ist eine US-amerikanische Action-Dramedy-Streaming-Fernsehserie. Als Produzenten fungierten Jon Hurwitz, Hayden Schlossberg, Josh Heald und Dina Hillier. Die Hauptrollen wurden mit Shelley Hennig und Nick Zano besetzt. Die erste Staffel startete am 30. November 2023 auf Netflix. Im Februar 2024 wurde die Einstellung der Serie bekannt.

## Handlung
Der Geheimdienst vermutet, dass ein Terroristennetzwerk in Las Vegas einen großangelegten Terrorangriff verüben will. Um dieses zu verhindern, wird aus Teilen der US-Streitkräfte und Geheimdienste ein Elite-Spezialeinsatzteam zusammengestellt. Die oberste Leitung liegt bei CIA-Chef James Langdon, die operative Führung vor Ort übernimmt seine Top-Agentin Ava Winters. Für Kampfeinsätze stehen dem Team die Navy SEALs Chad McKnight und Trunk zur Verfügung. Angela Gomez kommt von den Marine Raiders und verstärkt das Team als Scharfschützin. Als EDV-Spezialistin soll die NSA-Agentin Maya Lerner das Team unterstützen. Haggertys Aufgabe ist es, die Bomben zu entschärfen. Paul Yung von der United States Air Force ist der Hubschrauberpilot des Teams.
Tatsächlich können sie dem russischen Waffenhändler Ivan Koslov die in einem tragbaren Metallkoffer einsatzbereit montierte Atombombe abjagen, bevor er sie einer Terroristenorganisation übergeben kann. Nachdem Koslov festgenommen und die Bombe unschädlich gemacht ist, feiern sie in der Nacht voller Sex, Drogen und Alkohol ihren Erfolg. Doch währenddessen entlarvt das CIA-Labor die Atombombe als Attrappe, so dass die eigentliche Bombe noch irgendwo in Las Vegas sein muss. Auf der Suche bekommt die Truppe unerwartete Unterstützung durch die Prostituierte Lana, die sie im Rahmen ihres Einsatzes aus Koslovs Suite befreit hatten. Lana schließt sich ihnen zunächst an, verfolgt aber im späteren Verlauf eine ganz eigene Agenda.

## Hintergrund

### Produktion
Nach Cobra Kai entwarfen Jon Hurwitz, Hayden Schlossberg, Josh Heald und Dina Hillier im Rahmen ihres Vertrages mit Sony Pictures Television das Konzept der Serie, Hurwitz, Schlossberg und Heald übernahmen außerdem die Regie. Im Oktober 2019 erteilte TBS einen Direktauftrag für zehn Episoden der Serie. Wenig später nahm TBS jedoch Abstand von der Produktion und so übernahm Netflix das Konzept der Serie, reduzierte die Anzahl der Episoden allerdings auf acht. Als Hauptdarsteller wurden Shelley Hennig und Nick Zano gecastet, später wurde bekannt gegeben, dass Terrence Terrell, Alyson Gorske, C. Thomas Howell, Eugene Kim, Paola Lázaro und Kimi Rutledge den Main-Cast komplettieren. Die Dreharbeiten begannen im Juli 2022 und fanden in Las Vegas und Albuquerque statt.

### Veröffentlichung
Am 30. November 2023 erschien die Serie weltweit auf Netflix. Die Serie erschien in den Sprachen Englisch, Deutsch, Französisch, Italienisch, Türkisch und Ukrainisch.

## Besetzung und Synchronisation

### Hauptbesetzung
| Rolle          | Schauspieler     | Synchronsprecher  |
| -------------- | ---------------- | ----------------- |
| Ava Winters    | Shelley Hennig   | Josephine Schmidt |
| Chad McKnight  | Nick Zano        | Florian Clyde     |
| Trunk          | Terrence Terrell | Peter Sura        |
| Lana Kirkwood  | Alyson Gorske    | Franziska Trunte  |
| Haggerty       | C. Thomas Howell | Thomas Nero Wolff |
| Cpt. Paul Yung | Eugene Kim       | Valentin Stilu    |
| Angela Gomez   | Paola Lázaro     | Marieke Oeffinger |
| Maya Lerner    | Kimi Rutledge    | Magdalena Höfner  |

### Nebenbesetzung (Auswahl)
| Rolle         | Schauspieler     | Synchronsprecher  |
| ------------- | ---------------- | ----------------- |
| James Langdon | Carl Lumbly      | Frank Röth        |
| Maddox        | David Costabile  | Thomas Schmuckert |
| Ivan Koslov   | Costa Ronin      | Ricardo Richter   |
| Yani          | Lindsey Kraft    | Wicki Kalaitzi    |
| Ehren         | Tobias Jelinek   |                   |
| Jen           | Minnie Mills     |                   |
| Blast         | Zach Zagoria     | Max Felder        |
| Zogg          | Jason Mantzoukas |                   |
| Marge         | Virginia Madsen  | Marion Musiol     |
| Crazy Susan   | Lori Petty       | Daniela Thuar     |
| Liam          | Clive Standen    |                   |
| Vlad Litvin   | Ivan G'Vera      | Rainer Doering    |
| Mr. Dugan     | Keston John      | Florian Hoffmann  |

## Episodenliste
| Nr.                                                                             | Deutscher Titel            | Originaltitel        | Regie                           | Drehbuch                                    |
| ------------------------------------------------------------------------------- | -------------------------- | -------------------- | ------------------------------- | ------------------------------------------- |
| 1                                                                               | Echte amerikanische Helden | Real American Heroes | Jon Hurwitz, Hayden Schlossberg | Josh Heald, Jon Hurwitz, Hayden Schlossberg |
| 2                                                                               | Geboren in der UdSSR       | Born in the U.S.S.R  | Josh Heald                      | Josh Heald, Jon Hurwitz, Hayden Schlossberg |
| 3                                                                               | Craps                      | Craps                | Joel Novoa                      | Rachele Lynn                                |
| 4                                                                               | Ein wüster Trip            | Walks Of Shame       | America Young                   | Bob Dearden                                 |
| 5                                                                               | Wildes Geballer            | Shots! Shots! Shots! | Sherwin Shilati                 | Rowan Wheeler, Kate Sargeant                |
| 6                                                                               | Liebesgrüße aus Vegas      | From Vegas with Love | Joel Novoa                      | Joe Piarulli                                |
| 7                                                                               | Lass es regnen             | Make It Rain         | Jon Hurwitz, Hayden Schlossberg | Rachele Lynn                                |
| 8                                                                               | Letzter Aufruf             | Last Call            | Josh Heald                      | Bob Dearden                                 |
| Alle Episoden der Staffel erschienen am 30. November 2023 weltweit auf Netflix. |                            |                      |                                 |                                             |

## Rezeption
Oliver Armknecht schreibt auf Film-Rezensionen, dass die Serie mit dümmlichem Humor, „der im Stil vieler verklemmter US-Komödien einfach nur irgendwas mit Sex in den Raum wirft und das automatisch für einen Witz hält“, beladen sei. Er kritisiert, dass die Hauptcharaktere kaum Tiefe hätten und daher recht schnell „langweilen“. Er lobt allerdings auch, dass es „zuweilen richtig viel Action“ gebe und „die Geschichte komplexer, als man anfangs meinen würde“, sei. Final vergibt er vier von zehn möglichen Stimmen und findet, dass sich die Serie an „Fans actionreicher Agentengeschichten“ richtet. Aufgelockert soll das Geschehen mit Humor werden. Er schreibt allerdings, dass die „Witze jedoch oft so schwach seien, dass es schon sehr anstrengend sei, bei der hyperaktiven Actionkomödie bis zum Schluss dranzubleiben.“